# André de La Franquerie
André Lesage (de son nom de plume Marquis de La Franquerie), né le 15 juin 1901 à Paris et mort le 8 août 1992 à La Chapelle-Hermier, est un polémiste français d'extrême droite, auteur d'ouvrages « politico-mystiques ». Il représente un courant « providentialiste » voire apocalyptique proche de l'intégrisme, qui joint l'antisémitisme à la défense d'un « ordre » politique et moral et au mysticisme des révélations privées.

## Biographie
Fils d'Henri Lesage, docteur en droit, et d'Eugénie Martin, il appartient à une famille de juristes parisiens. Il suit des études de droit et devient diplômé de l’École des Sciences politiques et de l’École du Louvre.
Il prend l'habitude d'adjoindre à son patronyme le nom « de La Franquerie » puis « de La Tourre », s'arrogeant le titre de « marquis de La Franquerie de La Tourre », mais ne dispose pas de réel titre nobiliaire. Bien que sa famille ait annoncé son décès en faisant état du nom de « marquis Le Sage de la Franquerie, camérier secret du Pape », les registres de la commune où il meurt font simplement mention d'André Lesage.
En 1926, il est nommé rédacteur en chef de la Revue internationale des sociétés secrètes. Il collabore à plusieurs revues dont Bloc Anti-révolutionnaire et Bloc Catholique. Il est connu pour ses opinions antimaçonniques. C'est à cette époque qu'il publie son premier ouvrage, La Mission divine de la France, préfacé par Ernest Jouin qui note que l'auteur « ne se pique, dans le choix de ses documents ni de sévérité critique ni d’érudition oiseuse ». Selon Yves Chiron, ce manque de rigueur continuera de caractériser l'œuvre de Lesage.
Durant l'année 1939, il se voit attribuer le titre honorifique de camérier secret de cape et d’épée de Sa Sainteté, qui est un titre purement honorifique attribués aux laïcs. Il n'implique aucune proximité avec le pape et, selon Yves Chiron, c'est abusivement que Lesage s'en réclamait pour faire valoir une amitié avec Pie XII.

## Théories
Dès son premier ouvrage, il expose sa thèse principale, à savoir que la France aurait une mission divine particulière. Il affirme ainsi dans son Mémoire pour obtenir le renouvellement de la consécration de la France à saint Michel publié en 1947 que « cette mission avait été dévolue au peuple Juif de l’ancien Testament ; mais à partir du déicide, ce peuple fut maudit et son caractère de nation élue de Dieu fut reporté sur la France avec toutes les grâces et toutes les faveurs qu’entraîne une telle prérogative ». Il explique aussi que les rois de France seraient les descendants des rois de Juda. Le travail de Lesage est critiqué par Hervé Pinoteau qui déplore que « tout un pieux public accepte sans doute ces crétineries bien inutiles pour la foi, et qui sont accompagnées d’un texte rempli d’erreurs historiques grossières, ainsi que de citations fausses. Le plus beau est que le “marquis” utilise un ouvrage britannique du même tonneau, destiné à glorifier outre-mesure la Grande-Bretagne et ses rois issus de la maison de Juda… ».
Il attribue également beaucoup d'importance aux prophéties et aux révélations reçues par les âmes privilégiées. Il se persuade que la France et l'Église seront sauvés par un Saint Pape (qu'il voit Français de naissance et peut-être descendant de Louis XIV), et par le Grand Monarque. En 1980, il est convaincu que ces deux personnages sont déjà vivants bien que toujours inconnus. Avec le recul, certaines des prophéties dont il faisait état paraissent étranges, comme celle annonçant l'invasion de la France par la « Russie soviétique » ou celle expliquant que « Jean-Paul II serait le dernier pape du temps des nations et que son Successeur et le Grand Monarque assureraient le grand triomphe de l’Église qui se perpétuerait sous leurs successeurs ».
Il lance également des accusations contre le cardinal Pietro Gasparri en décriant sa politique qu'il juge proche des cercles maçonniques dans des articles de presse et dans sa documentation adressée à la hiérarchie catholique.
Croyant au canular de Taxil, il affirme que Diana Vaughan a bel et bien existé, aurait été enlevée et serait morte en martyre. Dans Lucifer et le pouvoir occulte, il se montre également violemment antisémite et cite abondamment les Protocoles des Sages de Sion qu'il prétend authentiques (alors qu'il s'agit d'un pamphlet antisémite rédigé par l'Okhrana) au même titre que la lettre de Giovanni Battista Simonini à Augustin Barruel pour accréditer le mythe du complot juif mondial.

## Publications
- La mission divine de la France, éditions Saint Michel 1955, réédité aux Éditions Saint-Rémi, Cadillac 2000, réédition éditions Kontre Kulture 2018. Texte en ligne
- Mémoire pour le renouvellement de la Consécration de la France à Saint Michel, préface par son excellence Monseigneur de la Villerabel, évêque d'Annecy.
- La Consécration de la France et le drapeau du Sacré-Cœur, seule espérance de salut
- De la Sainteté de la Maison Royale de France. Louis XVI, Roi et Martyr
- Vendéens et Chouans sauvent l'honneur de la France
- St-Joseph
- Charles Maurras, défenseur des vérités éternelles
- La Vierge Marie dans l'histoire de France (avec une préface du cardinal Baudrillart). Première édition : chez l'auteur, à Bétous, 1939, XV-328 p. + 16 p. de planches illustrées. 2e édition : éditions Résiac, Montsûrs, 1974, 350 p. + 25 p. de planches illustrées, [pas d'ISBN]. 3e édition : éditions Résiac, Montsûrs, 1985, 347 p. + 16 p. de planches illustrées,  (ISBN 2-85268-103-X). Prix Dodo de l’Académie française en 1939.
- Louis XVI, le roi-martyr. Première édition : Imprimerie des orphelins-apprentis, Tarbes, 1945, 25 p. + 2 p. de planches illustrées. – 2e édition : éditions Résiac, Montsûrs, 1974, 47 p. – 3e édition : 1981, 47 p.
- Saint Louis, roi de France : conférence donnée à Versailles, le 10 mai 1952, à l'Assemblée générale de l'Association Marie Élisabeth de France, chez l'auteur, à Condom, 1952, 30 p.
- L'Infaillibilité pontificale : le « Syllabus » et la crise actuelle de l'Église. – 1re édition : Imprimerie Lussaud, Fontenay-le-Comte, 1970, II-66 p.. – 2e édition, revue et augmentée, sous le titre L'Infaillibilité pontificale : le “Syllabus”, la condamnation du modernisme et la crise actuelle de l'Église : conférences : Diffusion de la pensée française, Vouillé, 1973, 116 p.
- Le Sacré-Cœur et la France : Texte d'une conférence prononcée par l'auteur à La Brunière, Vendée, à l'occasion de la fête du Sacré-Cœur. Première édition : éditions Résiac, Montsûrs, 1974, 38 p. – 2e édition : 1980 (pagination identique). – 3e édition : 1988 (pagination identique). Cette 3e édition précise la date et le lieu de la conférence initiale : « Texte d'une conférence faite à La Chapelle-Hermier le 29 juin 1973 ».
- Madame Élisabeth de France : texte d'une conférence donnée à Versailles le 10 mai 1948, éditions Résiac, Montsûrs, 1974, 34 p. – Réédition : 1984.
- Marie-Julie Jahenny, la stigmatisée bretonne, Association des amis de Marie-Julie et de La Fraudais, La Chapelle-Hermier, 1975, 66 p.
- Saint Pie X, sauveur de l'Église et de la France, éditions Résiac, Montsûrs, 1976, 40 p., [pas d'ISBN].
- Le Caractère sacré et divin de la royauté en France, Éditions de Chiré, Chiré-en-Montreuil, 1978, 202 p.,  (ISBN 2-85190-029-3).
- Le Cardinal Mindszenty martyr, éditions Résiac, Montsurs, 1980, 40 p., [pas d'ISBN].
- Le Saint Pape et le grand monarque d'après les prophéties, éditions de Chiré, Chiré-en-Montreuil, 1980, 43 p., [ISBN erroné selon le catalogue BN-Opale Plus de la Bibliothèque nationale de France].
- Saint Rémi, thaumaturge et apôtre des francs, éditions Résiac, Montsûrs, 1981, 27 p., [pas d'ISBN]. – Texte d'une conférence prononcée le 30 septembre 1971 devant l'Association Saint Rémi à Dijon.
- Ascendances davidiques des rois de France et leur parenté avec Notre-Seigneur Jésus-Christ, la très sainte Vierge Marie et saint Joseph, éditions Sainte Jeanne d'Arc, Villegenon, 1984, 79 p., [pas d'ISBN].
- * La consécration du genre humain par Pie XII et celle de la France au cœur immaculé de Marie : documents et souvenirs, éditions Ulysse, coll. « Bibliothèque du chrétien », Bordeaux, 1984, 182 p.,  (ISBN 2-86558-010-5).
- Lucifer & le pouvoir occulte : la judéo-maçonnerie, les sectes, le marxisme, la démocratie : synagogue de Lucifer & Contre-Église, ouvrage non mis dans le commerce (mais référencé[7] par le catalogue BN-Opale Plus de la Bibliothèque nationale de France), 1984, 255 p..
- Saint Louis : modèle des souverains et chefs d'État, éditions Résiac, Montsûrs, 1985, 35 p., [ISBN erroné selon le vcatalogue BN-Opale Plus de la Bibliothèque nationale de France].
- Jeanne d'Arc la Pucelle : sa Mission royale, temporelle et spirituelle. Auch, 30 juin 1956 N. Lalague, v.g. IMP. Allier, Grenoble
- Jeanne d'Arc la pucelle : apôtre et martyre de la royauté universelle du Christ et du caractère sacré et divin du Roi de France, éditions Sainte Jeanne d'Arc, Villegenon, 1988, 57 p., [pas d'ISBN]
- Des vertus et du martyre de la reine Marie-Antoinette, éditions Sainte Jeanne d'Arc, Villegenon, 1992, 50 p.,  (ISBN 2-9504914-3-X).